# Written on Skin

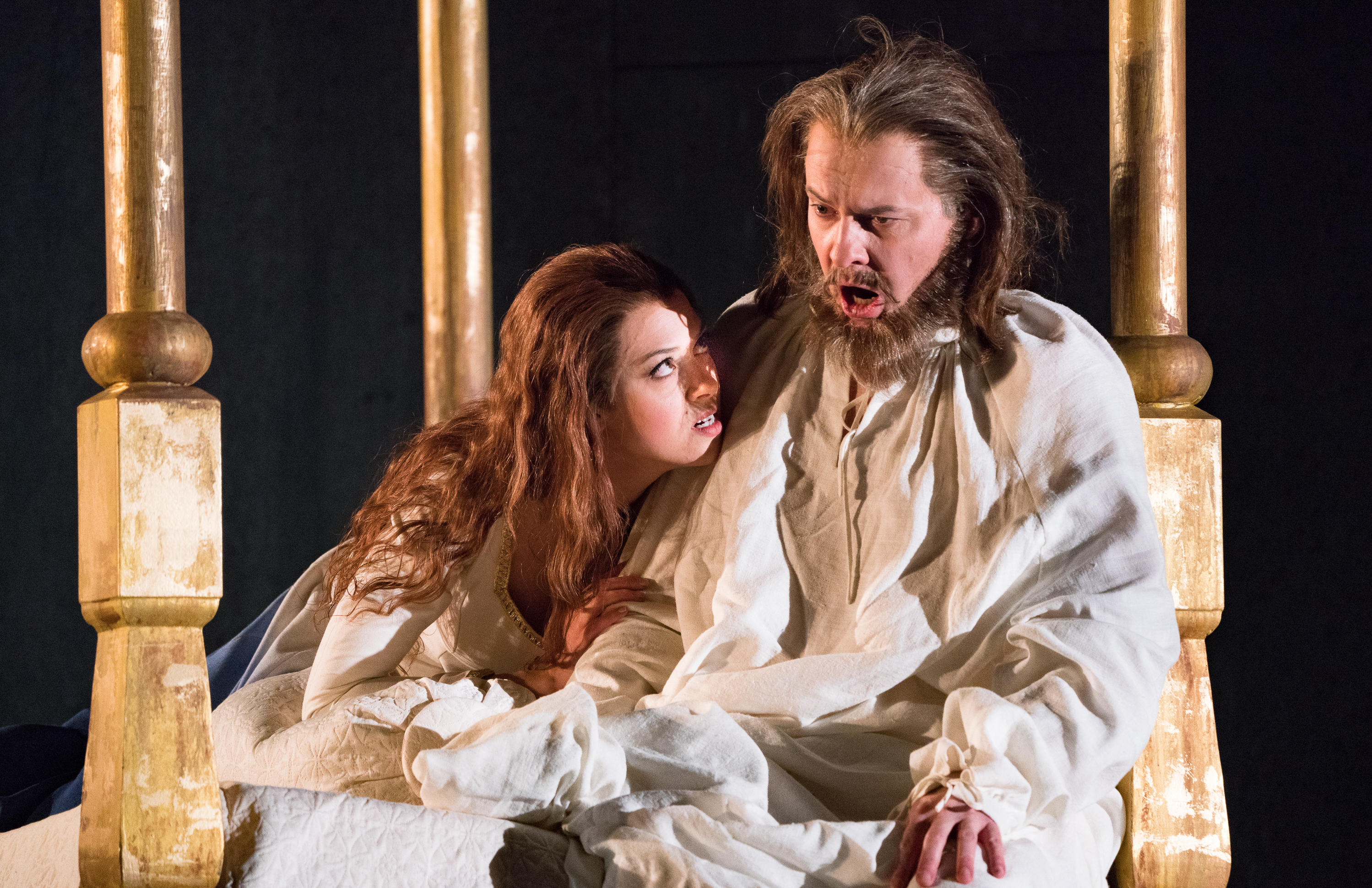
Written on skin, de George Benjamin, en la Ópera de Filadelfia.

Written on skin ("escrito sobre piel") es una ópera del compositor británico George Benjamin. Se estrenó en el Festival de Aix-en-Provence en 2012, bajo la dirección del propio Benjamin. En los meses posteriores, la obra se presentó en Ámsterdam, en la Royal Opera House de Londres, en Florencia, Boston y París.
El libreto de Martin Crimp está basado en una leyenda del trovador Guillem de Cabestany; la historia también se repite en El Decameron de Giovanni Boccaccio. La acción tiene lugar en el siglo XI en Provenza. El rico Protector paga al Chico para crear e ilustrar un manuscrito en pergamino ("escrito sobre piel") sobre su familia. El Chico y la mujer del Protector, Agnès se sienten atraídos uno al otro, e inician una relación en secreto. Cuando ambos deciden revelárselo, el Protector asesina al Chico y fuerza a Agnès a comerse su corazón. Agnès se suicida. La acción es comentada por los 'Ángeles', desde la perspectiva actual.
La ópera se presentó en España en marzo de 2016, en versión de concierto semiescenificada, en Barcelona y en Madrid, bajo la dirección del propio Benjamin y con parte de los protagonistas del estreno. Se representó en el Teatro Argentino de La Plata en 2016, en versión escénica. 
El éxito de las representaciones de la ópera impulsó a la Royal Opera para encargar una nueva ópera a Crimp y Benjamin, Lessons in Love and Violence que se estrenó en 2018.

## Personajes
| Papel               | Tipo de voz   | Reparto del estreno, Aix-en-Provence Julio de 2012(Director: George Benjamin) |
| ------------------- | ------------- | ----------------------------------------------------------------------------- |
| Agnès               | soprano       | Barbara Hannigan                                                              |
| Protector           | Bajo-barítono | Christopher Purves                                                            |
| Chico/primer Ángel  | Contratenor   | Bejun Mehta                                                                   |
| Segundo Ángel/Marie | mezzo-soprano | Rebecca Jo Loeb                                                               |
| Tercer Ángel/John   | Tenor         | Allan Clayton                                                                 |